# Olga Sotillo Val
Olga Sotillo Val (...) è una giocatrice di football americano spagnola, che gioca come wide receiver per le Carlstad Crusaders.

## Palmarès
- 1 Europeo (2023-2024)